# Río Chachín
El río Chachín es un curso de agua del departamento Lácar en la provincia del Neuquén, Argentina. Nace en la cordillera de los Andes, en proximidades del límite con Chile, y desemboca en el lago Nonthué. Discurre dentro del parque nacional Lanín y forma parte de la cuenca alta del chileno río Valdivia.

## Toponimia
Su nombre en mapudungun significa «guijarroso».

## Curso

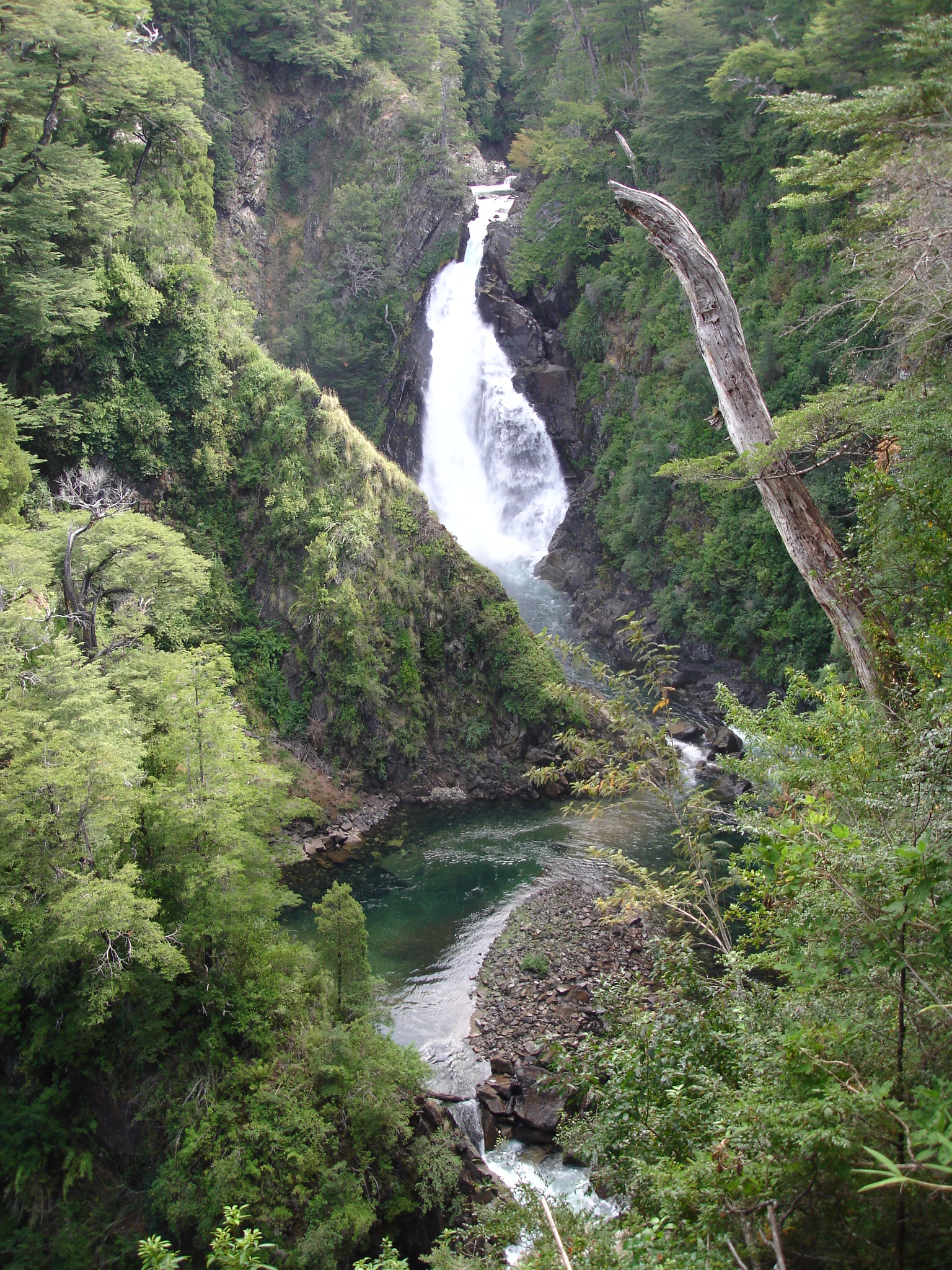
Cascada Chachín.

El río se origina en la cordillera limítrofe, al sudoeste de la cuenca del río Hua-Hum, alimentado por el gran caudal de lluvias, que supera los 4.000 mm al año. Recibe varios aportes hasta llegar al lago Queñi (donde también desemboca el arroyo del mismo nombre). El río Chachín continúa, recibiendo las aguas del arroyo Acoi en su margen izquierda, desembocando luego en la margen izquierda del lago Nonthué (considerado parte del lago Lácar), siendo el principal tributario del lago.
En el tramo que comunica el lago Queñi con el lago Nonthué, posee una gran corriente fluvial, debido a que el río surca un valle estrecho con una fuerte pendiente. El Queñi se encuentra a 825 m s. n. m., mientras la desembocadura se encuentra a 635 m s. n. m. Aquí se destaca la cascada Chachín de 30 metros de altura, causada por afloramientos de basaltos (rocas volcánicas). La cascada conforma un importante sitio turístico del parque nacional Lanín. Hay sendero pedestre de más de un kilómetro de longitud, que se dirige al mirador de la cascada atravesando los bosques de selva valdiviana. El río también presenta un área de rápidos de 30 metros.

## Historia
A comienzos del siglo XX, Chile y Argentina, solicitaron un arbitraje del rey Eduardo VII del Reino Unido en un litigio que involucraba la determinación de los límites en la Patagonia. El soberano británico determinó, entre otros asuntos, ceder el área a Argentina. Chile respetó el acuerdo y desde entonces la zona del lago Lacar, Nonthué y alrededores está reconocidamente bajo jurisdicción argentina.